# Þingvallavatn
Le Þingvallavatn ou Thingvallavatn, toponyme islandais signifiant littéralement en français « le lac des plaines du Parlement », est un lac situé dans le sud-ouest de l'Islande.

## Géographie

Carte du Þingvallavatn.

Avec sa superficie de 82 ou 84 km2, il est le plus grand lac (naturel) en Islande. Sa profondeur maximale est de 114 mètres, soit 13 m sous le niveau de la mer.
L'extrémité septentrionale du lac fait partie du parc national de Þingvellir. Les îles dans le lac sont d'origine volcanique. Comme le parc fait partie de la zone de dorsale de plaques qui traverse toute l'île du sud-ouest au nord-est, on peut voir beaucoup de fissures dont la plus grande est celle d'Almannagjá. Des tremblements de terre y sont donc assez fréquents.

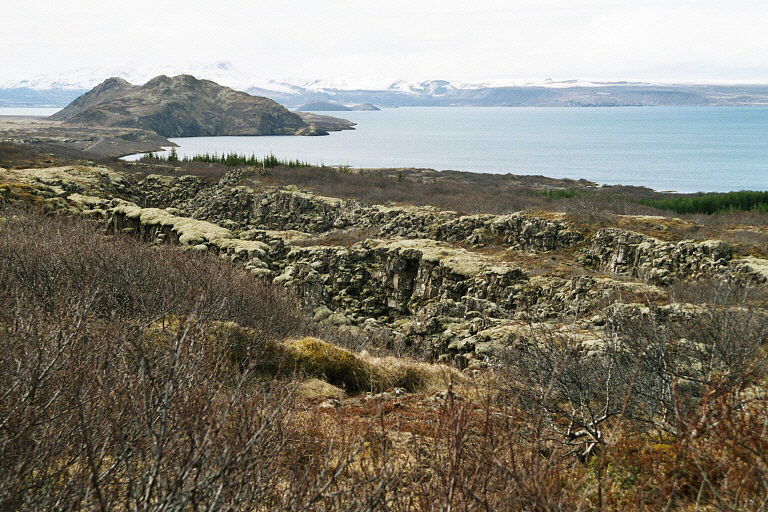
Fissures au Þingvallavatn

## Histoire
Sur le rivage nord du lac, le parlement d'Islande Alþing, un des plus vieux du monde, fut fondé en 930.
Le 3 février 2022, un Cessna 172M Skyhawk parti de l'aéroport de Reykjavik et destiné à survoler durant deux heures le lac et ses environs disparait des radars une heure après le décollage. L'une des opérations de recherche les plus importantes que le pays ait connu — mobilisant 500 personnes, deux hélicoptères, un avion et des robots sous-marins —, est alors déclenchée. L'appareil est retrouvé le lendemain au fond du lac et ses occupants à 300 mètres de là, eux aussi à proximité du fond, laissant penser aux autorités qu'ils ont réussi à s'extraire de l'appareil au moment du crash. Les victimes sont un youtubeur américain, un influenceur belge, un accompagnant néerlandais et le pilote islandais.